# Komitet do Spraw Techniki
Komitet do Spraw Techniki – centralna jednostka organizacyjna rządu, istniejąca w latach 1960–1963, posiadająca uprawnienia naczelnego organu administracji państwowej, powołana w celu wytyczania kierunków rozwoju techniki oraz koordynowanie realizacją działań w dziedzinie techniki.

## Powołanie Komitetu
Na podstawie ustawy z 1960 r. o Komitecie do Spraw Techniki ustanowiono Komitet. Komitet był organem kolegialnym i działał przy Radzie Ministrów.

## Zadanie Komitetu
Zadaniem Komitetu jest opracowywanie na podstawie wyników badań i studiów nad poziomem techniki w kraju i za granicą, wytycznych w sprawie kierunków rozwoju techniki, jako podstawy wzrostu gospodarczego kraju, międzyresortowa koordynacja zamierzeń w tym zakresie oraz kontrola i koordynowanie realizacji postanowień Rady Ministrów w dziedzinach techniki.

## Zakres działania Komitetu
Do zakresu działania Komitetu należało w szczególności:
- opracowywanie i przedkładanie Radzie Ministrów po porozumieniu z właściwymi naczelnymi organami państwowymi – projektów i wniosków dotyczących ogólnych kierunków rozwoju techniki w gospodarce narodowej, z uwzględnieniem warunków i celowości ekonomicznej,
- współudział z ministrami i urzędami centralnymi w opracowywaniu przez Komisję Planowania przy Radzie Ministrów projektów narodowych planów gospodarczych w części dotyczącej zadań i środków w zakresie rozwoju techniki oraz ich problemowej i międzyresortowej koordynacji,
- inicjowanie, organizowanie lub prowadzenie prac o szczególnie doniosłym znaczeniu dla rozwoju techniki w gospodarce narodowej lub o znaczeniu międzyresortowym,
- koordynowanie prac badawczych i doświadczalnych w dziedzinie postępu technicznego o znaczeniu międzyresortowym oraz zapewnienie ich wykorzystania w praktyce,
- prowadzenie działalności mającej na celu krzewienie kultury i wiedzy technicznej wśród społeczeństwa i rozwoju ruchu wynalazczości i racjonalizacji, przy ścisłej współpracy z Naczelną Organizacją Techniczną, ze stowarzyszeniami naukowo-technicznymi, związkami zawodowymi i innymi organizacjami zawodowymi, a także organizowanie i uczestnictwo w zjazdach, konferencjach, wystawach itp. poświęconych zagadnieniu rozwoju techniki,
- wnioskowanie i opiniowanie w sprawach zasad i programów szkolenia i specjalizacji oraz planów przygotowania kadr technicznych dla gospodarki narodowej,
- opracowywanie i opiniowanie wniosków mających na celu zwiększenie zainteresowania pracowników oraz przedsiębiorstw i instytucji wprowadzeniem w życie postępowych metod produkcyjnych, wynalazków, udoskonaleń itp., jak również wniosków mających na celu usprawnienie organizacji wprowadzania w życie nowej techniki,
- informowanie Rady Ministrów, Komisji Planowania przy Radzie Ministrów, ministrów i kierowników urzędów centralnych o rozwoju techniki w kraju i za granicą, wnioskowanie i opiniowanie w sprawach współpracy naukowo-technicznej z zagranicą oraz współpraca z instytucjami krajowymi i zagranicznymi działającymi na polu nauki i techniki,
- organizowanie działalności w zakresie informacji naukowo-technicznej i techniczno-ekonomicznej oraz ustalanie wytycznych w tej dziedzinie,
- przedkładanie Radzie Ministrów po porozumieniu z właściwymi naczelnymi organami administracji państwowej – wniosków w sprawach ustalenia funduszu postępu technicznego i analiza jego wykorzystania oraz dysponowanie funduszem przeznaczonym na szczególnie ważne zadania rozwoju techniki, utworzonym przez Radę Ministrów,
- opracowywanie i opiniowanie wniosków w sprawach tworzenia i organizacji placówek naukowo-badawczych oraz innych jednostek organizacyjnych realizujących zadania z zakresu rozwoju techniki,
- koordynowanie działalności normalizacyjnej i unifikacyjnej z całokształtem zagadnień rozwoju techniki,
- rozpatrywanie i opiniowanie na zlecenie Rady Ministrów projektów szczególnie ważnych inwestycji pod kątem ich poziomu technicznego,
- opracowywanie projektów wytycznych w sprawie metod badania efektywności gospodarczej postępu technicznego, badanie efektywności gospodarczej szczególnie ważnych osiągnięć postępu technicznego,
- kontrola i koordynowanie realizacji postanowień Rady Ministrów dotyczących rozwoju techniki i innych szczególnie ważnych dla gospodarki narodowej zadań w zakresie postępu technicznego, a w szczególności czuwanie nad wprowadzeniem w życie osiągnięć nauki i techniki szczególnie ważnych dla gospodarki narodowej lub o znaczeniu międzyresortowym,
- opracowywanie szczególnych zagadnień z zakresu techniki zleconych przez Radę Ministrów.

## Skład  Komitetu
W skład Komitetu wchodzili Przewodniczący, zastępcy Przewodniczącego, Sekretarz oraz członkowie.
Przewodniczący Komitetu powoływany był na wniosek Prezesa Rady Ministrów i wchodził w skład Rady Ministrów.
Zastępców Przewodniczącego i Sekretarza Komitetu powoływał Prezes Rady Ministrów na wniosek Przewodniczącego Komitetu.
Członków Komitetu powoływał Prezes Rady Ministrów na wniosek Przewodniczącego Komitetu, zainteresowanych naczelnych organów administracji państwowej oraz organizacji zawodowych, które określała Rada Ministrów, spośród wybitnych znawców podstawowych gałęzi gospodarki narodowej oraz podstawowych specjalności technicznych. Rada Ministrów określiła ilość członków Komitetu.

## Organy Komitetu
Organami Komitetu było:
- Prezydium,
- Przewodniczący.

Skład Prezydium Komitetu, zakres i zasady działania organów Komitetu oraz organizację jego aparatu wykonawczego określał statut uchwalony przez Radę Ministrów.

## Zniesienie Komitetu
Na podstawie ustawy z 1963 r. o utworzeniu Komitetu Nauki i Techniki zniesiono Komitet do Spraw Techniki.